# Deus Ex: The Fall
Deus Ex: The Fall – cyberpunkowa gra komputerowa ściśle związana z jej poprzednikiem. Jest to pierwsza gra z serii wydana na platformy mobilne.

## Fabuła
Realia produkcji umiejscowione są w roku 2027, podobnie jak w Deus Ex: Bunt ludzkości, i przedstawiają nową postać gracza: Bena Saxona, byłego najemnika brytyjskich sił specjalnych SAS, który usiłuje poznać prawdę dotyczącą narkotykowego spisku. Zdradzony przez grupę Tyrants, próbuje dociec, co się stało.